# Arthur Dinaux
Arthur Dinaux, né le 8 septembre 1795 à Valenciennes et mort le 15 mai 1864 à Montataire dans l'Oise est un érudit, bibliophile, journaliste et historien français.

## Œuvre
Arthur Dinaux a fondé en 1821 Les petites affiches de Valenciennes devenues en 1829 L'écho de la frontière. 
Il fonde également en 1829 la revue savante Archives historiques et littéraires du nord de la France et du midi de la Belgique, complétée d’un Bulletin bibliographique. Dans les années 1830, Dinaux publie une anthologie de textes littéraires médiévaux illustrant le riche passé de la langue française du Nord : Trouvères, jongleurs et ménestrels du Nord de la France et du Midi de la Belgique. Quatre tomes sont parus :
1. 1837 : Les Trouvères cambrésiens
2. 1839 : Les Trouvères de la Flandre et du Tournaisis
3. 1843 : Les Trouvères artésiens
4. 1863 : Les Trouvères brabançons, hainuyers, liégeois et namurois

Son projet était de couvrir le territoire allant de la Somme jusqu’aux « cantons où la langue française cesse d’être comprise » mais son décès, survenu en 1864, interrompit son œuvre et empêcha la parution d’un tome sur la Picardie.
Son ouvrage posthume Les sociétés badines bachiques, littéraires et chantantes : leur histoire et leurs travaux, revu et classé par Gustave Brunet, est une somme remarquable d'informations sur le sujet. Il est consultable en ligne sur Internet.
Il apporta son concours au Bulletin du Bibliophile, que le libraire-éditeur Joseph Techener avait fondé avec Charles Nodier en 1834.

## Membre de sociétés savantes
Arthur Dinaux a été membre des sociétés savantes suivantes :
- Académie des inscriptions et belles-lettres, membre correspondant (1858)
- Académie des sciences, lettres et arts d'Arras, membre
- Académie nationale des sciences, belles-lettres et arts de Bordeaux, membre
- Académie royale des sciences, des lettres et des beaux-arts de Belgique
- Cercle archéologique de Mons
- Commission historique du Nord
- Société académique de Saint-Quentin, membre
- Société académique des antiquaires de la Morinie, membre honoraire (1834-1864)
- Société d'émulation de Cambrai, membre
- Société de l'histoire de France, membre
- Société des antiquaires de Picardie, membre
- Société des sciences, de l'agriculture et des arts de Lille, membre
- Société des sciences, des arts et des lettres du Hainaut
- Société nationale d'agriculture, sciences et arts de Douai, membre
- Société nationale des antiquaires de France, membre
- Société royale des bibliophiles et iconophiles de Belgique
- Société royale des sciences de Liège

## Agathopède
Arthur Dinaux faisait partie de la société bruxelloise ultra-secrète, burlesque et d'agrément des agathopèdes.

## Publications
- Les sociétés badines bachiques, littéraires et chantantes : leur histoire et leurs travaux, ouvrage posthume revu et classé par Gustave Brunet, Paris, Bachelin-Deflorenne, 1867, 2 vol.